# Campionat britànic de trial 1966
La temporada de 1966 del Campionat britànic de trial fou la 17a edició d'aquest campionat, organitzat per l'ACU. El calendari oficial constava de 13 proves puntuables.

## Classificació final
| Posició | Pilot          | Motocicleta            | Punts |
| ------- | -------------- | ---------------------- | ----- |
| 1       | Sammy Miller   | Bultaco                | 72    |
| 2       | Mick Andrews   | Bultaco                | 40    |
| 3       | Arthur Lampkin | BSA                    | 24    |
| 4       | Don Smith      | Greeves                | 22    |
| 5       | Alan Lampkin   | BSA                    | 19    |
| 6       | Derek Adsett   | Greeves                | 18    |
| 7       | Dave Rowland   | BSA                    | 16    |
| 8       | Gordon Farley  | Triumph                | 16    |
| 9       | Scott Ellis    | BSA                    | 12    |
| 9       | Malcolm Davis  | Greeves/Cotton/Bultaco | 12    |
| 11      | Jim Sandiford  | Greeves                | 11    |